# Hugues Mulliez
 (septembre 2022).
 (septembre 2022).
L'article doit être relu — et modifié si nécessaire — par des contributeurs indépendants pour apporter un regard critique aux contributions effectuées en violation des conditions d'utilisation de Wikipédia, tant sur la forme (notamment concernant le style encyclopédique, la proportionnalité) que sur le fond (la neutralité de point de vue, la qualité et l'indépendance des sources).
Hugues Stéphane Bernard Mulliez, né le 7 août 1975 à Paris, est un entrepreneur et homme d'affaires français,,. Il est actuellement membre du conseil du groupe Telecel et le responsable de son service M-commerce.

## Vie personnelle
Hugues Mulliez est né à Paris le 7 août 1975. Il est le fils de Stéphane Mulliez, fondateur de Picwic, le petit-fils de Francis Mulliez qui a participé à la création de l'association familiale Mulliez (AFM), et l’arrière-petit-neveu du fondateur du groupe Auchan, Gérard Mulliez. L'Association de la famille Mulliez a été créée en 1955,, avec l'objectif de maintenir le patrimoine du patriarche intact et de le distribuer à ses onze enfants de manière équitable.
Le groupe Mulliez regroupe des chaînes de grande distribution dans les secteurs de la grande distribution alimentaire, de la mode, du sport et de la restauration rapide en France. Auchan, Kiloutou, Decathlon, Leroy Merlin, Flunch, Kiabi sont quelques-unes des sociétés contrôlées par l'Association de la famille Mulliez,,.
Hugues Mulliez vit actuellement en Belgique.

## Carrière
Hugues Mulliez est né dans une famille d'entrepreneurs. Il a créé sa première entreprise à l'âge de 21 ans, puis l'a vendue trois ans plus tard à but lucratif.

### Leroy Merlin, Blanche Porte, 3 Suisses, Auchan
De 1993 à 1996, Hugues Mulliez a exercé les fonctions de vendeur chez Leroy Merlin, de stagiaire en contrôle des achats chez Blanche Porte et 3Suisses, puis comme chef de rayon fruits et légumes chez Auchan.

### Net Player Games
En 1996, Hugues Mulliez a fondé Net Player Games à Lille, en France . Durant cette période, la société a développé des jeux en réseau et des PC assemblés.

### Youg’s
En 1999, Hugues Mulliez crée Youg's,,,. En 2000, il ouvre le premier magasin Youg's à Flers. Youg's était un détaillant qui distribuait des produits informatiques et numériques. Les trois magasins étaient situés dans le nord de la France et dans le sud de Paris et comptaient une centaine de salariés multinationaux.

### Surcouf
Le premier magasin Surcouf a été créé en 1992 par Olivier Dewavrin et Hervé Collin. Surcouf est devenue une filiale de la Fnac en avril 2001 lors de son acquisition par le groupe PPR. Le groupe PPR développe un portefeuille de marques mondiales à forte croissance,.
En 2009, Hugues Mulliez a acheté Surcouf au groupe PPR,,,. Youg's a été fusionné et appliqué à la direction de Surcouf. Hugues Mulliez a été président et chef de la direction,,,,,.

### Telecel Group
Telecel Global a été fondée en 2007. L'entreprise, qui s'appelait auparavant Exxon Telecom, propose des services de télécommunication sans fil,. Les bureaux sont situés en Afrique du Sud, et au Royaume-Uni.
Le groupe Telecel est un acteur majeur en Afrique,. Hugues Mulliez est actuellement membre du conseil du groupe chez Telecel Group,. En collaboration avec ses partenaires commerciaux Nicolas Bourg, Mohamad Damush et Laurent Foucher, il a lancé le programme Africa Startup Initiative en 2019 dans le cadre des programmes de RSE du groupe Telecel,,.

## Poursuites judiciaires
En août 2019 Hugues Mulliez a été inculpé d'homicides par négligence pour avoir percuté et éventré un bateau de pêcheurs en pilotant son hors-bord, un semi-rigide d’une dizaine de mètres, le MIM, propulsé par deux moteurs de 350 chevaux. Après la collision, Hugues Mulliez et l’un de ses compagnons sautent à l’eau et parviennent à hisser à bord Alexandra G. et un des deux frères inconscients. Mais lorsque les enquêteurs arrivent, Hugues Mulliez manque à l’appel. Il met treize heures avant de se rendre aux autorités portuaires, laps de temps qu’il justifie par son état physique. Le test d’alcoolémie auquel il est soumis se révèle négatif. L’enquête souligne que la quinzaine d’heures entre le dîner et la prise de sang suffit à évacuer toute trace d’alcool.
Deux hommes ont trouvé la mort dans la collision et une femme a été grièvement blessée. Hugues Mulliez a pu quitter la Grèce contre le versement d'une caution de 50 000 euros. Il doit également pointer mensuellement à l'ambassade de Grèce à Bruxelles.
En 2024, il est condamné à six ans de prison avec sursis. L’entourage d’Hugues Mulliez a fait savoir que son avocat grec, Nikos Emmanouilidis faisait appel de la décision. Dans l’attente de l’audience d’appel, le cautionnement initial de 50 000 euros a été ramené à 30 000 euros.